# Autour sombre
Melierax metabates
Espèce
Statut de conservation UICN

 LC  : Préoccupation mineure
Statut CITES

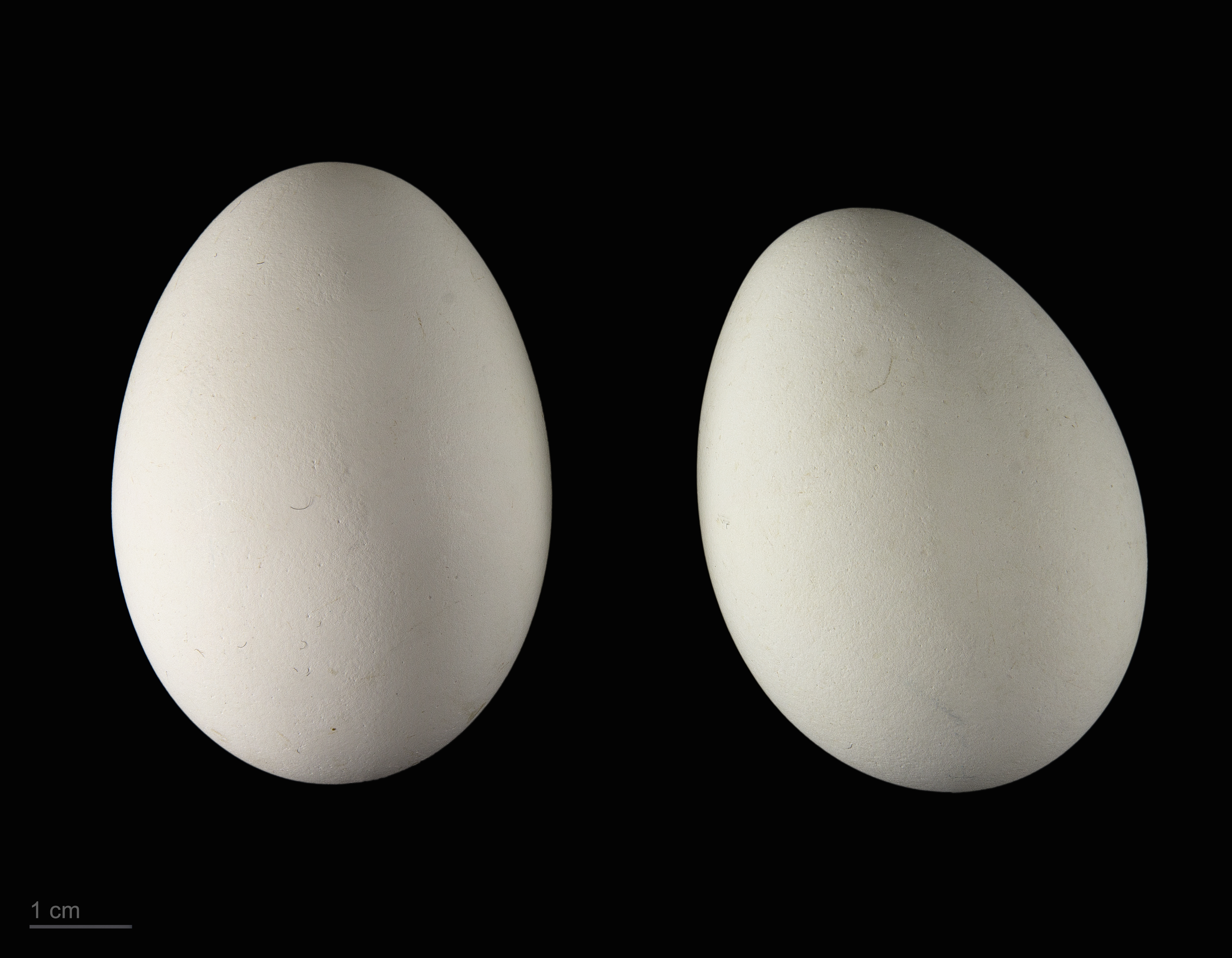
Melierax metabates - MHNT

L'Autour sombre (Melierax metabates) est une espèce d'oiseaux de la famille des Accipitridae.

## Répartition
Cet oiseau vit en Afrique subsaharienne (à l'exception de la côte du Poivre, les forêts humides du bassin du Congo, l'Afrique australe et la Somalie), au sud-ouest du Maroc et au sud-ouest de la péninsule arabique.

## Sous-espèces
D'après la classification de référence (version 14.1, 2024) de l'Union internationale des ornithologues, l'Autour sombre possède 4 sous-espèces (ordre philogénique) :
- Melierax metabates theresae Meinertzhagen, R, 1939 : sud-ouest du Maroc ;
- Melierax metabates ignoscens Friedmann, 1928 : sud-ouest de la péninsule arabique ;
- Melierax metabates metabates Heuglin, 1861 : du Sénégal à l'Éthiopie au nord de la Tanzanie ;
- Melierax metabates mechowi Cabanis, 1882 : du Gabon au sud de la Tanzanie à l'Angola et le bord-est de l'Afrique du Sud.